# 島沢翔哉
島沢 翔哉（しまざわ しょうや、1994年7月18日 - ）は、日本の実業家、教育者、サッカー指導者であり、一般社団法人Grow Up Academyの代表理事を務める。静岡県浜松市出身。血液型はA型。家族は妻と子供2人。静岡県を拠点に、スポーツ・食育・学童保育などを通じて地域の子どもたちの健全育成に取り組んでいる。FC雄踏代表・監督、Mori JY FCのクラブアドバイザー、biima sports萩丘校・有玉校・富塚校・伊左地校校長も務める。

## 略歴
1994年（平成6年）に静岡県浜松市で出生。幼少期を浜松で過ごし、2001年（平成13年）に浜松市立泉小学校に入学。小学校3年生の時に地元の少年団でサッカーを始める。
2007年（平成19年）に浜松市立高台中学校に進学。サッカーは地域のクラブチームであるFC雄踏で本格的にサッカーに取り組んだ。
2010年（平成22年）に浜松工業高等学校に進学し、同校のサッカー部に在籍。卒業後の2013年（平成25年）には、古巣であるFC雄踏のコーチに就任し、指導者としてのキャリアをスタートさせた。
2018年（平成30年）には同クラブの事務局にも就任し、運営面にも携わるようになる。
2020年（令和2年）には、一般社団法人Grow Up Academyを設立し、代表理事に就任（現職）。同年には、biima sports浜松西校の校長にも就任し、幼児・小学生向けのスポーツ指導にも従事する。
2022年（令和4年）には、FC雄踏の代表および監督に就任（現職）。チームの運営と指導の双方を担う。2023年（令和5年）にはbiima sports浜松東校の校長に、2024年（令和6年）にはbiima sports浜松中央校の校長にも就任し、活動の幅を広げる。
2025年（令和7年）には、biima sportsの校舎名変更に伴い、萩丘校、有玉校、富塚校、伊左地校の校長に就任し、現在も複数の校舎で校長を務めている。さらに、同年よりMori JY FCのクラブアドバイザーにも就任し、新たな役割を担っている。
（出典）

## 一般社団法人Grow Up Academy
一般社団法人Grow Up Academyは島沢翔哉が代表理事を務める。
地域住民に対してスポーツに関する事業を行い、スポーツを通して子供の健全な育成、高齢者の健康維持増進、スポーツ文化の発展、地域社会の活性化を図ることを目的とする。
主な事業内容は以下の通り。
- スポーツ事業
- eスポーツ事業
- 学童保育事業（Grow Up Kids）
- 食育事業（Grow Up Kitchen）
- スポーツメンタルコーチング事業（Grow Up Mentally）
- 企画運営事業

スポーツ事業では、ジュニアユースサッカークラブのFC雄踏、Mori JY FC、最新のスポーツ科学と21世紀型幼児教育学を融合した総合キッズスポーツスクールのbiima sports萩丘校、有玉校、伊左地校、富塚校を運営している。
食育事業では、2025年6月9日には、浜松市中央区の欧風総菜店「Le Traiteur LENRI」から、スポーツに励む子どもの栄養バランスを考えた弁当が発売された。この弁当は、Grow Up Academy の食育事業部（Grow Up Kitchen ）と共同開発されたもの。地域の子どもたちの健やかな成長を食の面からもサポートする、新たな取り組みとして注目されている。
企画運営事業では、2025年度から日本クリケット協会との連携により、浜松市におけるクリケットの普及活動に積極的に取り組んでいる。

## メディア掲載
- 建通新聞（2025年1月21日）
- 中日新聞（2025年3月1日）
- 日本経済新聞（2025年3月4日）
- 中日新聞（2025年4月24日）
- 中日新聞（2025年5月11日）
- 静岡新聞（2025年5月18日）
- 静岡新聞（2025年8月19日）
- 中日新聞（2025年8月20日）

## 人物
スポーツを通じて地域社会に貢献することを目指しており、特に次世代の育成に情熱を注いでいる。
中学生のサッカーチームの代表を務める傍ら、野球や体操など複数の種目に取り組む幼児・児童向けスポーツクラブ「ビーマ・スポーツ」の浜松市内4校を運営する。
自身は小学生のころからサッカー一筋だったからこそ、幼少期にさまざまな競技を経験してほしいと思っている。
18歳から子どもたちのサッカー指導に携わり、海外チームとの試合も経験した。
言葉が通じなくても試合を楽しむ選手たちの姿を見て、外国人との意思疎通の手段にもなるスポーツに「可能性がたくさんある」と実感。
その魅力を広めようと2020年、全国各地に展開するビーマ・スポーツの教室運営に加わった。
浜松と縁が深いインドで絶大な人気を誇るクリケットの振興にも力を入れ、子どもを対象にした体験会に携わる。
「浜松の子どもたちは今後、インド人の友達が増える。その時に文化を知っておけば距離は近づく」と発言。
スポーツ界、教育界、経済界など、多岐にわたる分野で数多くの著名人と交流があることでも知られている。これらの交流を通じて得られた知見やネットワークは、彼の地域活動や事業展開に活かされている。
多岐にわたる活動を通じて地域社会に貢献する、豊かな人間性を形作る要素の一つに、多彩な趣味がある。映画鑑賞では、ジャンルを問わず様々な作品に触れ、物語を通して多様な価値観や文化に触れることを楽しんでいる。
読書もまた、かけがえのない時間となっている。ビジネス書から文学作品、歴史書まで幅広く読みこなし、知識欲を満たすとともに、先人の知恵や経験から多くの学びを得ている。書物から得た洞察は、子どもたちの指導や地域活動、そして事業展開における新たな視点やアイデアを与えている。
そして、筋金入りの車好きでもある。
これらの趣味は、多角的な視点や豊かな発想力の源泉となっており、地域社会への貢献活動においても、柔軟な思考と共感力をもって様々な課題に取り組む姿勢を支えている。